# 182 (число)
182 (Сто вісімдеся́т два) — натуральне число між 181 та 183.
- 182 день в році — 1 липня (у високосний рік 30 червня).

## В інших галузях
- 182 рік, 182 до н. е.
- NGC 182 — спіральна галактика з перемичкою (SBa) в сузір'ї Риби.
- Blink 182 — поп-панк гурт зі США